# Frank Strandli
Frank Strandli, né le 16 mai 1972 à Kristiansand (Norvège), est un footballeur norvégien, qui évoluait au poste d'attaquant à Leeds United et en équipe de Norvège.
Strandli n'a marqué trois buts lors de ses vingt-quatre sélections avec l'équipe de Norvège entre 1992 et 1999. 

## Carrière
- 1989-1993 : IK Start
- 1993-1994 : Leeds United
- 1994-1995 : SK Brann
- 1996-1997 : Lillestrøm SK
- 1997-1999 : Panathinaïkos
- 1999-2001 : AaB Ålborg

## Palmarès

### En équipe nationale
- 24 sélections et 3 buts avec l'équipe de Norvège entre 1992 et 1999.

### Avec le SK Brann
- Finaliste de la Coupe de Norvège de football en 1995.

### Avec Lillestrøm SK
- Vice-Champion du Championnat de Norvège de football en 1996.

### Avec AaB Ålborg
- Finaliste de la Coupe du Danemark de football en 2000.